# Greatest Hits (альбом Тупака Шакура)
Greatest Hits — посмертний подвійний альбом із найкращими хітами американського репера Тупака Шакура, випущений 24 листопада 1998 року лейблами Amaru Entertainment, Death Row Records, Interscope Records і Jive Records.
Нехронологічна послідовність альбому зосереджена на яскравих моментах кар’єри 2Pac. Альбом містить чотири раніше невидані пісні: «God Bless the Dead», «Unconditional Love», «Troublesome '96» і «Changes». Деякі треки мають альтернативні мікси, тоді як оригінальний мікс «California Love» вперше з’являється в альбомі після того, як спочатку був доступний лише як сингл.
«Changes» принесла Тупаку першу й єдину посмертну номінацію на премію «Греммі» за найкраще сольне реп-виконання. Це один із двох релізів 2Pac і один із лише дев’яти хіп-хоп альбомів, які отримали діамантовий сертифікат у Сполучених Штатах.

## Комерційний успіх
Greatest Hits дебютував під номером п'ять у американському чарті Billboard 200, продавши 268 000 копій за перший тиждень. У січні 1999 року альбом досяг третього місця в чарті. Він провів 433 тижні в Billboard 200. 16 жовтня 2000 року він отримав 9x платиновий сертифікат. Майже 11 років потому, у червні 2011 року, він був сертифікований як діамантовий за продаж понад 10 мільйонів примірників, що стало першою діамантовою нагородою покійного репера. Він залишається найбільш продаваною компіляцією найкращих реп-хітів усіх часів і двадцятим найбільш продаваним реп-альбомом.
Віртуальна поява Тупака Шакура на щорічному фестивалі Coachella 15 квітня 2012 року підштовхнула альбом до повторного входу в чарт Billboard 200. Він піднявся на 129 місце, продавши 4000 примірників (зростання на 571% порівняно з попереднім тижнем).
Альбом також став платиновим у Великобританії.

## Список композицій
| Диск №1 | Диск №1                                                              | Диск №1                                      | Диск №1    |
| #       | Назва                                                                | Альбом                                       | Тривалість |
| ------- | -------------------------------------------------------------------- | -------------------------------------------- | ---------- |
| 1.      | «Keep Ya Head Up»                                                    | Strictly 4 My N.I.G.G.A.Z... (1993)          | 4:22       |
| 2.      | «2 of Amerikaz Most Wanted» (за участю Snoop Doggy Dogg)             | All Eyez on Me (1996)                        | 4:07       |
| 3.      | «Temptations»                                                        | Me Against the World (1995)                  | 5:00       |
| 4.      | «God Bless the Dead» (за участю Stretch)                             | Раніше невидана                              | 4:22       |
| 5.      | «Hail Mary» (за участю Outlawz та Prince Ital Joe)                   | The Don Killuminati: The 7 Day Theory (1996) | 5:12       |
| 6.      | «Me Against the World» (за участю Dramacydal)                        | Me Against the World                         | 4:39       |
| 7.      | «How Do U Want It» (за участю K-Ci & JoJo)                           | All Eyez on Me                               | 4:48       |
| 8.      | «So Many Tears»                                                      | Me Against the World                         | 3:58       |
| 9.      | «Unconditional Love» (за участю Nanci Fletcher)                      | Раніше невидана                              | 3:59       |
| 10.     | «Trapped» (Some lyrics are censored from the original album version) | 2Pacalypse Now (1991)                        | 4:44       |
| 11.     | «Life Goes On»                                                       | All Eyez on Me                               | 5:01       |
| 12.     | «Hit 'Em Up» (за участю Outlawz)                                     | сингл «How Do U Want It» (1996)              | 5:12       |
| 55:24   |                                                                      |                                              |            |

| Диск №2 | Диск №2                                                                               | Диск №2                                                            | Диск №2    |
| #       | Назва                                                                                 | Альбом                                                             | Тривалість |
| ------- | ------------------------------------------------------------------------------------- | ------------------------------------------------------------------ | ---------- |
| 1.      | «Troublesome '96»                                                                     | Раніше невидана                                                    | 4:36       |
| 2.      | «Brenda's Got a Baby»                                                                 | 2Pacalypse Now (1991)                                              | 3:53       |
| 3.      | «I Ain't Mad at Cha» (за участю Danny Boy)                                            | All Eyez on Me (1996)                                              | 4:53       |
| 4.      | «I Get Around» (за участю Digital Underground)                                        | Strictly 4 My N.I.G.G.A.Z. (1993)                                  | 4:19       |
| 5.      | «Changes» (за участю Talent)                                                          | Раніше невидана                                                    | 4:29       |
| 6.      | «California Love» (за участю Dr. Dre та Roger Troutman)                               | All Eyez on Me                                                     | 4:45       |
| 7.      | «Picture Me Rollin'» (за участю Danny Boy, CPO, Syke)                                 | All Eyez on Me                                                     | 5:14       |
| 8.      | «How Long Will They Mourn Me?» (за участю Nate Dogg та Thug Life)                     | Thug Life: Volume 1 (1994)                                         | 3:52       |
| 9.      | «Toss It Up» (за участю K-Ci & JoJo, Danny Boy та Aaron Hall)                         | The Don Killuminati: The 7 Day Theory (1996)                       | 4:42       |
| 10.     | «Dear Mama»                                                                           | Me Against the World (1995)                                        | 4:40       |
| 11.     | «All About U» (за участю Nate Dogg, Top Dogg, Dru Down, Hussein Fatal та Yaki Kadafi) | Ремікс, створений для компіляції (Snoop Dogg замінено на Top Dogg) | 4:36       |
| 12.     | «To Live & Die in L.A.» (за участю Val Young)                                         | The Don Killuminati: The 7 Day Theory                              | 4:32       |
| 13.     | «Heartz of Men»                                                                       | All Eyez on Me                                                     | 4:43       |
| 59:14   |                                                                                       |                                                                    |            |

## Чарти
| Чарт (1998–1999)                                     | Пікова позиція |
| ---------------------------------------------------- | -------------- |
| Австралія Australian Albums (ARIA)                   | 11             |
| Австрія Austrian Albums (Ö3 Austria)                 | 15             |
| Бельгія Belgian Albums (Ultratop Flanders)           | 3              |
| Бельгія Belgian Albums (Ultratop Wallonia)           | 30             |
| Канада Canada Top Albums/CDs (RPM)                   | 18             |
| Нідерланди Dutch Albums (MegaCharts)                 | 1              |
| European Albums (Music & Media)                      | 16             |
| Фінляндія Finnish Albums (Suomen virallinen lista)   | 10             |
| Німеччина German Albums (Offizielle Top 100)         | 9              |
| Ірландія Irish Albums (IRMA)                         | 10             |
| Нова Зеландія New Zealand Albums (Recorded Music NZ) | 19             |
| Норвегія Norwegian Albums (VG-lista)                 | 10             |
| Шотландія Scottish Albums (OCC)                      | 40             |
| Швеція Swedish Albums (Sverigetopplistan)            | 40             |
| Швейцарія Swiss Albums (Schweizer Hitparade)         | 13             |
| Велика Британія UK Albums (OCC)                      | 17             |
| Велика Британія UK R&B Albums (OCC)                  | 2              |
| США Billboard 200                                    | 3              |
| США Top R&B/Hip-Hop Albums (Billboard)               | 1              |

| Чарт (2020–2022)                   | Пікова позиція |
| ---------------------------------- | -------------- |
| Канада Canadian Albums (Billboard) | 36             |

| Чарт (1999)                                  | Позиція |
| -------------------------------------------- | ------- |
| Австралія Australian Albums (ARIA)           | 72      |
| Бельгія Belgian Albums (Ultratop Flanders)   | 26      |
| Нідерланди Dutch Albums (Album Top 100)      | 26      |
| Німеччина German Albums (Offizielle Top 100) | 41      |
| Велика Британія UK Albums (OCC)              | 79      |
| США Billboard 200                            | 16      |
| США Top R&B/Hip-Hop Albums (Billboard)       | 8       |

| Чарт (2001)                                    | Позиція |
| ---------------------------------------------- | ------- |
| Канада Canadian R&B Albums (Nielsen SoundScan) | 124     |
| Велика Британія UK Albums (OCC)                | 184     |

| Чарт (2022)                            | Позиція |
| -------------------------------------- | ------- |
| США Billboard 200                      | 61      |
| США Top R&B/Hip-Hop Albums (Billboard) | 31      |

| Чарт (2023)                            | Позиція |
| -------------------------------------- | ------- |
| США Billboard 200                      | 64      |
| США Top R&B/Hip-Hop Albums (Billboard) | 24      |

## Сертифікації
| Регіон | Сертифікація  | Продажі   |
| --- | ------------- | --------- |
| Австралія (ARIA) | 2× Платиновий | 140 000^  |
| Бельгія (BEA) | Золотий       | 25 000*   |
| Канада (Music Canada) | Платиновий    | 100 000^  |
| Данія (IFPI Denmark) | 2× Платиновий | 40 000    |
| Франція (SNEP) | Золотий       | 100 000*  |
| Німеччина (BVMI) | Золотий       | 250 000^  |
| Нідерланди (NVPI) | Платиновий    | 100 000^  |
| Нова Зеландія (RIANZ) | Платиновий    | 15 000^   |
| Польща (ZPAV) | Золотий       | 50 000*   |
| Швейцарія (IFPI Switzerland) | Золотий       | 25 000^   |
| Велика Британія (BPI) | 3× Платиновий | 900 000   |
| США (RIAA) | Діамантовий   | 5,330,000 |
| *продажі, що базуються лише на сертифікаціях · ^відвантаження, що базуються лише на сертифікаціях · продажі+прослуховування, що базуються лише на сертифікаціях |               |           |